# Thumbelina
Thumbelina (Hüvelyk Panna) (szül.  2001. május 1.) egy törpe termetű, miniló és a világ legkisebb lova. Marmagassága 43 cm, testtömege 26 kg és a Guinness Rekordok Könyve szerint, hivatalosan viseli a világ legkisebb lova címet. Saint Louisban született. Tulajdonosai, Paul és Kay Goessling, felvezetője, Michael Goessling, akik Thumbelinával együtt több minilovat is tartanak ladue-i kis farmjukon.